# Браян Стіл
Браян Стіл  (англ. Bryan Steel, 5 січня 1969) — британський велогонщик, олімпійський медаліст.

## Виступи на Олімпіадах
| Олімпіада      | Дисципліна                                 | Місце |
| -------------- | ------------------------------------------ | ----- |
| Барселона 1992 | Командна гонка переслідування, 4000 метрів | 5     |
| Атланта 1996   | Командна гонка переслідування, 4000 метрів | 10    |
| Сідней 2000    | Командна гонка переслідування, 4000 метрів | 3     |
| Афіни 2004     | Командна гонка переслідування, 4000 метрів | 2     |